# Diàkonovo
Diàkonovo (en rus: Дьяконово) és un poble de l'óblast de Vladímir, a Rússia, segons el cens del 2012 tenia 14 habitants. Pertany al districte municipal de Múrom.